# Archivio di psicologia, neurologia e psichiatria
Archivio di psicologia, neurologia e psichiatria (Arch psicol Neurol psichiatr; ISSN 0004-0150) è una rivista fondata a Milano nel 1939 e pubblicata fino al 1998. Promotori furono Agostino Gemelli e Marco Levi Bianchini, che nel 1920 aveva fondato a Nocera Inferiore la rivista Archivio generale di neurologia e psichiatria.